# Carlos Durán (cineasta)
Carles Duran i Tejido (Barcelona, 14 de diciembre de 1935 - Barcelona, 11 de noviembre de 1988), más conocido como Carlos Durán, fue un director y productor de cine, pareja de Muriel Casals.Fue fundador de la discoteca Boccaccio y representante insigne de la gauche divine.

## Biografía

### Primeros años
Durán fue fotógrafo de moda y publicidad, estudió cine en el IDHEC de París coincidiendo con los orígenes de la Nouvelle Vague. 

### Carrera cinematográfica
En Francia rodó los cortos Una playa tan pequeña (1961) Un día como los otros (1962). De regreso a Barcelona intervino como asistente de dirección en varios largometrajes de la Escuela de Barcelona. En 1965 realiza el corto Raimon, en el que alterna la música con imágenes documentales de conflictos internacionales.
En 1967, realizó en Venezuela su primer largo, Ventolera, país donde también realizó Sobre la hierba virgen (1975).
Le siguió el largo Cada vez que... (1968). Posteriormente sufrió los problemas de censura con Liberxina 70 (1970) rebautizada más adelante como Liberxina 90, seleccionada para el Festival Internacional de Cine de Venecia de 1971.
A mediados de los 70 se asoció con Vicente Aranda para crear las empresas Morgana Films y Lola Films, con las que produjo Cambio de sexo (1976), de la que fue argumentista; La muchacha de las bragas de oro (1979); Asesinato en el Comité Central (1981); Fanny Pelopaja (1983) y Tiempo de silencio (1986). También fue uno de los fundadores del Institut del Cinema Català, para el que dirigió algunos cortos (La sanidad, 1977 y El Barri del Besòs, 1978-79; La agresión cotidiana, 1979 L'Assemblea de Catalunya, 1981). 

### Muerte
Su muerte prematura frustró el proyecto de volver detrás de las cámaras para dirigir La muerte de la esperanza, ambientado durante la guerra civil.

## Fondo
Su fondo se conserva en la Filmoteca de Cataluña. El fondo Carles Duran recoge documentación relativa a su trayectoria profesional vinculada al cine. Incluye documentación, cartas, guiones, escritos.